# Heliotropism
Heliotropism (av grekiska helios, sol, och trope, vändning), botanik, är en egenskap hos växterna där deras organ ofta intar en bestämd ställning gentemot ljuset. Särskilt tydligt framträder detta hos växterna i ett fönster, där grenarna sträcker sig mot det infallande ljuset. Hos stora blommor som solrosor syns detta vändande mot solen tydligt.
Växtens heliotropiska ställning bestäms av ljusets infallsriktning. Grenar och bladskaft inställer sig mot ljuset i infallsriktningen, de är positivt heliotropiska, medan bladskivorna är diaheliotropiska, det vill säga utbreder sig i ett plan, vinkelrätt mot det infallande ljuset, varigenom detta i så hög grad som möjligt kommer bladet till godo. Negativt heliotropiska är klätterrötterna hos murgrönan, fikus och många rötter som lever i jorden, i det att de växer från det infallande ljuset.
Heliotropismen är förenad med rörelsefenomen hos växterna, beroende därpå, att den ena sidan tillväxer starkare än den andra. Vid positiv heliotropism till exempel tillväxer den från ljuset vända sidan starkare än den, som direkt träffas av ljuset. Märklig är den företeelsen att ett organs heliotropiska egenskaper ofta växlar med utvecklingen. Blomskaften hos Cymbalaria muralis (murreva) är positivt heliotropiska. När frukten utvecklas, blir de däremot negativt heliotropiska, varvid frukten böjs från ljuset in mot de skrevor i muren, där denna växt helst växer.
Ljusets intensitet utövar stor inverkan på de heliotropiska rörelsefenomenen. Vid svag belysning är växterna positivt heliotropiska, vid alltför stark belysning negativt heliotropiska, däremellan finns ett heliotropiskt mellanstadium. Växtens förmåga att på detta sätt uppsöka den bäst passande ljusintensiteten har kallats fotometri.
Heliotropism är en del växters strävan efter att vända sig emot eller ifrån ljuset, medan fototropism är själva förmågan hos en del växter att kunna göra det.